# Medea (dramat Eurypidesa)
Medea (greka starożytna: Μήδεια, Mēdeia) – tragedia Eurypidesa, oparta na micie o Jazonie i Medei, wystawiona po raz pierwszy w 431 roku p.n.e.
Akcja skupia się na czynach Medei, barbarzynki, żony Jazona. Jej pozycja w greckim świecie staje się zagrożona, kiedy Jazon porzuca ją dla greckiej księżniczki Koryntu. Medea mści się na Jazonie, zabijając jego nową żonę oraz swoje dzieci z nim. Potem ucieka do Aten, by zacząć nowe życie.

## Data powstania tragedii i jej źródła
Medea była pierwszą z czterech sztuk, którą Eurypides wystawił na agonie w 431 roku. Poniósł klęskę, zajmując ostatnie trzecie miejsce. Miał około pięćdziesięciu czterech lat. Oprócz Medei wystawił wówczas tragedie: Filoktet i Diktys oraz dramat satyrowy Żniwiarze. W Medei Eurypides powrócił do kręgu tematycznego, od którego przed ćwierćwieczem rozpoczął twórczość dramatyczną, do mitu o Argonautach. Tym razem sięgnął do podania bardzo starego i znanego, o którym wspominał już Homer w Odysei, gdy pisał o Argo w pieśniach słynącej, od Ajetesa płynącej (12, 70). Uczeni przypuszczają, że jeszcze przed Homerem musiał istnieć jakiś poemat o Argonautach, a z zachowanego w Odysei wiersza wnioskują, że mógł to być poemat magiczny poświęcony czarom Medei.
W Medei dramaturg skupił się na epizodzie z życia córki króla Kolchidy, Ajetesa, pierwszej czarownicy w literaturze greckiej, która czarami pomogła Jazonowi w zdobyciu złotego runa, odmłodziła jego ojca Ajsona i nakłoniła córki nikczemnego stryja Jazona, Peliasa, do nieudanego zabiegu magicznego, który kosztował go życie. Po tej zbrodni Medea i Jazon musieli uciekać z Jolkos. Mit mówi, że schronili się w Koryncie. Eurypides wykorzystał w tragedii oprócz podania tesalskiego, korynckie, wedle którego królowa Koryntu, również Medea, powołana na tron po wygaśnięciu rodu królewskiego, miała dzieci z Jazonem, a chcąc im zapewnić nieśmiertelność ukrywała je w świątyni Hery. Przyłapał ją na tym Jazon, doszło do kłótni między małżonkami, po czym najpierw Jazon, a następnie Medea musieli opuścić Korynt. Trzecim wątkiem wykorzystanym przez poetę był starożytny zwyczaj, praktykowany w Koryncie jeszcze w II wieku przed Chr., zgodnie z którym siedmiu chłopców i siedem dziewcząt z najlepszych korynckich rodzin spędzało rok w sanktuarium Hery Akrai, jako pokutę Koryntyjczyków za zabicie siedmiu synów i siedmiu córek władczyni-trucicielki.

## Osoby
| Osoba      | Jej rola w dramacie   |
| ---------- | --------------------- |
| Medea      | królewna kolchidzka   |
| Jazon      | jej były mąż          |
| Kreon      | król Koryntu          |
| Piastunka  |                       |
| Wychowawca | dzieci Medei i Jazona |
| Ajgeus     | król Aten             |
| Posłaniec  |                       |
| Chór       |                       |

## Treść
Prolog. Tragedia rozpoczyna się pojawieniem się Piastunki zaniepokojonej zachowaniem się jej pani, która na wieść o zdradzie męża knuje coś niedobrego. Wychowawca synów Medei i Jazona przynosi jej wiadomość, że Kreon, król Koryntu chce wypędzić Medeę i jej dzieci. Piastunka jest jeszcze bardziej zaniepokojona, prosi Wychowawcę, by czuwał nad chłopcami. Rozmowa sług wprowadza widza w atmosferę oczekiwania czegoś niedobrego. Zza sceny słychać jęki i przekleństwa miotane przez Medeę na wiarołomnego męża i jego narzeczoną. Chór niewiast korynckich prosi Piastunkę, by starała się pocieszyć zrozpaczoną panią. Przed pałacem zjawia się Medea, narzeka na swój los kobiety, porzuconej przez męża wśród obcych. Postanawia zemścić się na Kreonie i jego córce. Zobowiązuje chór do dochowania tajemnicy, co powoduje, że odtąd chór nie będzie się już mógł wtrącać do akcji tragedii.
Epeisodion I. Świadom zagrożenia ze strony Medei Kreon zjawia się, by obwieścić jej, że z obawy o siebie i swoich najbliższych skazuje ją wraz z dziećmi na natychmiastowe wygnanie. Medei udaje się uzyskać jednodniową zwłokę. Ten dzień wystarczy jej, by z pomocą trucizny dokonać dzieła zemsty. Chór solidaryzuje się ze skrzywdzoną żoną, wobec wiarołomstwa mężczyzn ma nadzieję na poprawę opinii o kobietach. 

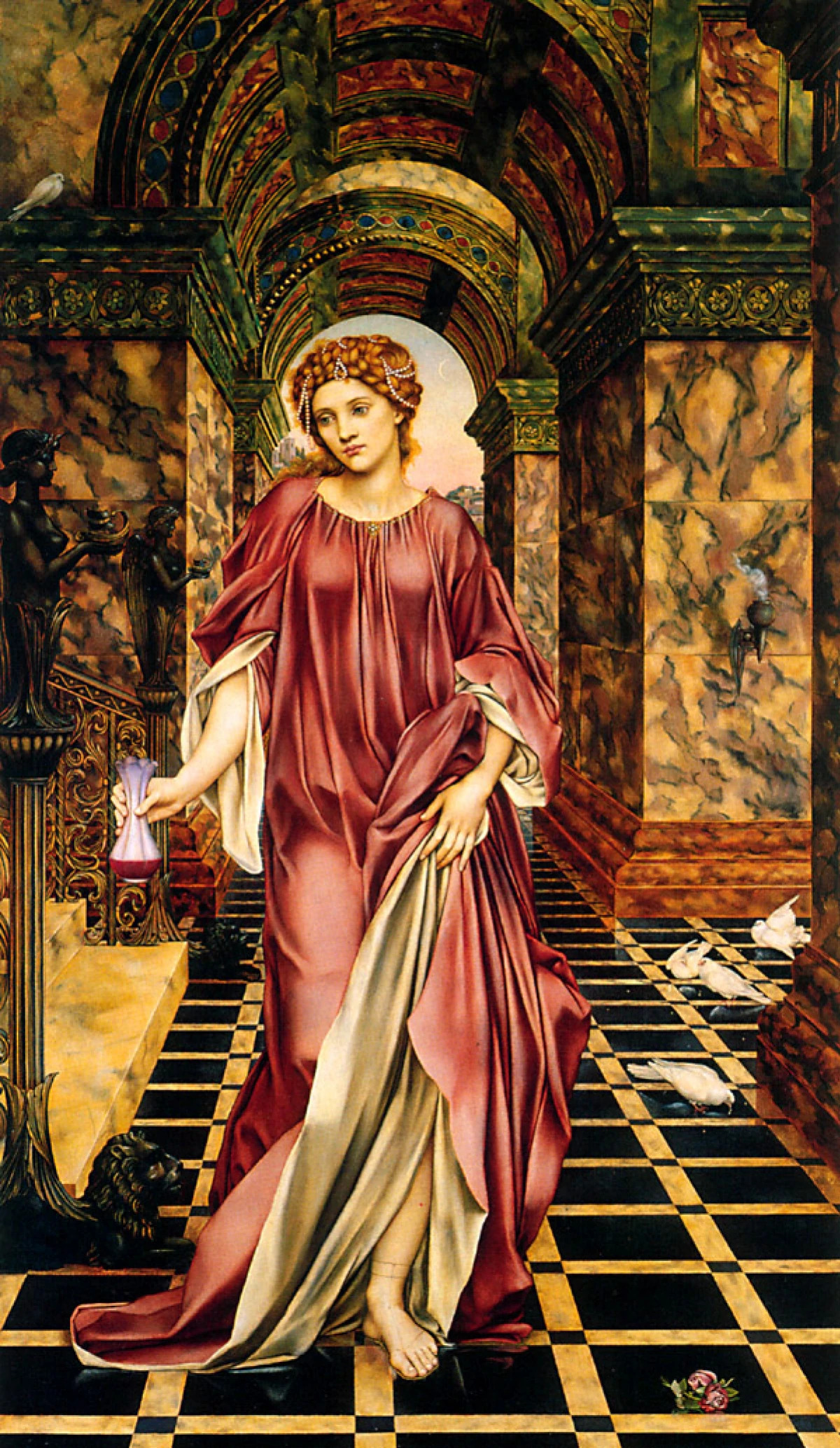
Medea. Evelyn de Morgan

Epeisodion II. Jazon ze strachu przed żoną udaje, że powodem jej wygnania są miotane przez nią przekleństwa na rodzinę królewską. Podejmuje się też umilić jej wygnanie. Medea wyrzuca mu niewdzięczność za wszystko, co dla niego uczyniła. On stara się je pomniejszyć twierdząc, że sama się mu narzuciła ze swą miłością i naraziła go na wiele kłopotów. Przekonuje ją, że chce się ożenić z Kreuzą nie z miłości do niej, lecz aby zabezpieczyć los i przyszłość swych dzieci, nie powinna być więc zazdrosna. Medea zbija jego wymówki i grozi zemstą. Chór przestrzega przed namiętną miłością i sławi skromność i stateczność Kiprydy, najwyraźniej sądząc, że pogróżki Medei były wyrazem jej zdeptanej namiętnej miłości.
Epeisodion III. Po odejściu Jazona Medea spotyka Ajgeusa, króla ateńskiego, który właśnie zatrzymał się w Koryncie w drodze do Trojzeny, do wieszczka Pitteusa, gdzie spodziewa się rozwikłać sens niezrozumiałej wyroczni otrzymanej w Delfach w związku ze swą bezdzietnością. Medea przedstawia mu swe położenie i daje radę na bezdzietność. W zamian otrzymuje uroczyste zapewnienie azylu i opieki w Atenach. Zabezpieczywszy sobie ucieczkę Medea objawia przed chórem swój plan. Najpierw zgubi królewnę przy pomocy zatrutej sukni, którą zaniosą do pałacu jej dzieci, potem, by zemścić się na Jazonie zamorduje swe dzieci. Wie, że sama się przez to unieszczęśliwi, nie może się jednak oprzeć rozkoszy zemsty. Spodziewa się nawet sławy z powodu swej zbrodni, nie chce też stać się obiektem szyderstwa za pozostawienie krzywdy bez kary. Chór porażony zamysłem bohaterki opłakuje los jej i jej dzieci. Medea nie zważa jednak na ostrzeżenia i wysyła służącego po Jazona. Chór zwraca swe myśli w stronę obiecanego Medei azylu i wysławia wspaniałą i gościnną Attykę, która jakże ma przyjąć morderczynię swych dzieci.
Epeisodion IV. Nadchodzi Jazon i Medea przekonuje go, że zrozumiała jego motywy i prosi go o przebaczenie. Chce, by dzieci mogły zostać w Koryncie przy ojcu i aby ubłagać króla Koryntu pragnie, by Kreuza przyjęła z rąk dzieci dar, złotą suknię Heliosa. Jazon uwierzył jej, pobłogosławił dzieci i posłał jej z darem do narzeczonej. Chór ze zgrozą śpiewa o tym, co się za chwilę wydarzy i lituje się nad królewną, Jazonem i nieszczęśliwą matką.
Epeisodion V. Wychowawca powraca z radosną wieścią, że królewna przyjęła dar i pozwoliła dzieciom zostać. Jęki Medei bierze za wyraz smutku z powodu bliskiego rozstania i próbuje ją pocieszać. Widok nadchodzących dzieci, które mają odejść do innej kobiety, budzi w Medei uczucia macierzyńskie. Wspomina na bóle rodzenia, nadzieje na ślub dzieci, wsparcie, jakim mogą stać się w starości. Potępia swój dotychczasowy upór. Kocha swe dzieci, ale są one najlepszym narzędziem zemsty. Patrząc na nie wyrzeka się zemsty. Myśl o bezkarności Jazona i jej pohańbieniu, każe jej jednak uznać to wzruszenie za słabość. Odprawia więc dzieci i pogrąża się w zemście. Po ostatniej skierowanej do swego pragnienia zemsty prośbie, by oszczędziło jej dzieci, uświadamia sobie, że wobec tragicznego losu królewny korynckiej ich los jest przesądzony, inaczej wpadną w ręce nieprzyjaciół. Żegna się więc z nimi czule i ogłasza zwycięstwo fatalnej namiętności sprawczyni największych nieszczęść dla śmiertelników. Chór chwali bezdzietność, która oszczędza wielu przykrości. Posłaniec przynosi wiadomość, że królewna i król zginęli w straszliwych męczarniach. Dodaje to Medei energii do zamordowania swych dzieci. Na próżno chór wzywa Ziemię i Heliosa. Z wnętrza pałacu słychać wołanie dzieci o pomoc.
Eksodos. Jazon przybywa, by ukarać sprawczynię śmierci królewny i króla. Chór powiadamia go o losie dzieci. Gdy próbuje wyłamać bramę pałacową, Medea wychodzi i przyznaje się do popełnionego czynu. Wie, że jest bezpieczna, uratuje ją bowiem rydwan jej dziadka Heliosa. Jeszcze raz dochodzi do gwałtownej wymiany pomiędzy małżonkami. Medea nie daje Jazonowi możliwości pogrzebania dzieci. Uratuje ich zwłoki przed wrogami, grzebiąc je w świętym okręgu Hery Akraia i ustanowi święto przebłagania. Zanim odleci do Aten, przepowiada Jazonowi śmierć od belki z rozbitego okrętu Argo. Chór śpiewa o zmienności boskich zrządzeń, które nie spełniają ludzkich oczekiwań, lecz przynoszą to, co wydaje się niemożliwe.

## Recepcja utworu

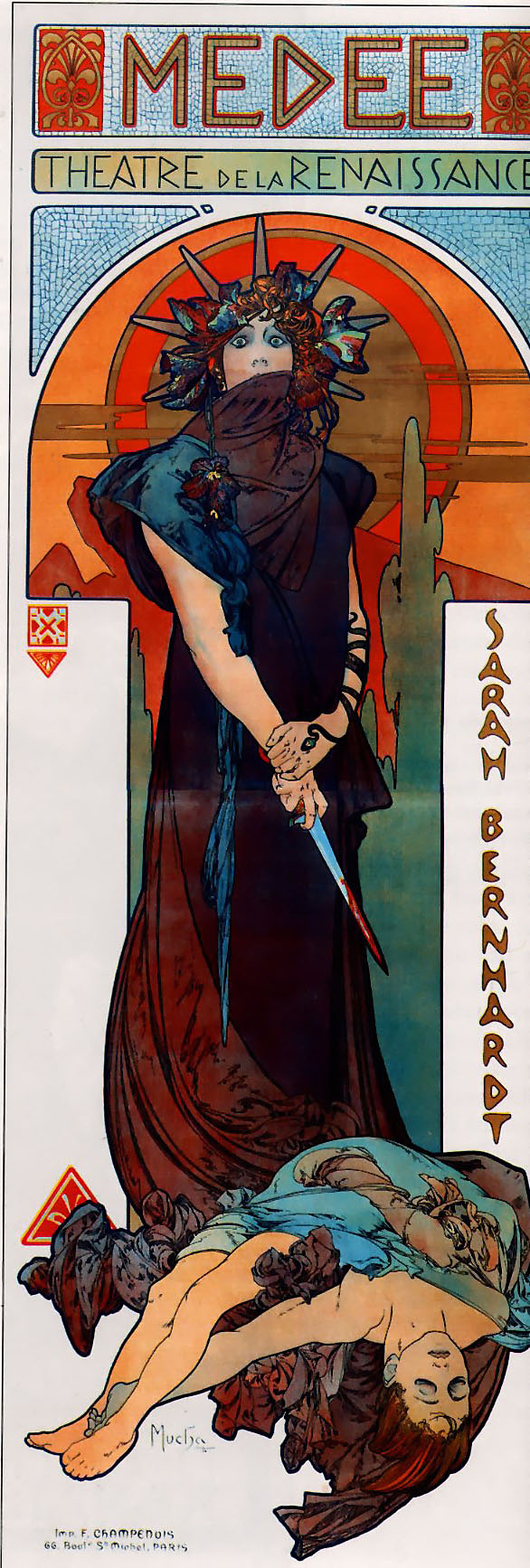
Medea z Sarah Bernhardt (aut. Alfons Mucha, 1898)

Sztuka spotkała się z chłodnym przyjęciem publiczności ateńskiej. Zabezpieczenie się przez bohaterkę po zabójstwie odebrało publiczności resztki sympatii dla głównej bohaterki. Jej postać nie wywołała tragicznego współczucia, a zgroza wywołana mordem własnych dzieci nie okazała się tym, czego oczekiwała publiczność. Po Medei Eurypidesa powstało jeszcze co najmniej pięć greckich tragedii opartych na tym samym motywie, w których próbowano poprawić rażące odbiorców błędy autora. Pochodząca z drugiej połowy IV wieku Medea Neofrona uchodziła nawet przez pewien czas za wzór Eurypidesa. Tragedia była też parodiowana przez komików attyckich, a potem przez dolnoitalskich flyaków. Na rzymską scenę przerobił tragedię Enniusz, potem zmierzył się z nią Owidiusz. Z całego dorobku starożytności zachowała się natomiast, oprócz Eurypidesowej, tylko okrutniejsza od niej, miejscami makabryczna, Medea Seneki. Rzymska wersja tragedii stała się wzorem dla kilkudziesięciu sztuk, które powstały w okresie nowożytnym do XVIII wieku, kiedy to znowu sięgnięto po sztukę Eurypidesa. Najciekawszym nowożytnym opracowaniem tego tematu jest Złote runo Franza Grillparzera. W XX wieku zainteresowały się tragedią feministki, ponieważ przedstawia ze zrozumieniem walkę Medei o kontrolowanie własnego życia w świecie zdominowanym przez mężczyzn. W XX wieku była też najczęściej grywaną grecką tragedią.
Na język polski Medeę tłumaczyli Zygmunt Węclewski (1881-1882), Stanisław Grabowski, Bogusław Butrymowicz (1922), Jan Kasprowicz (1918), Jerzy Łanowski (1962-1966) i Jan Parandowski (1961).